# Grand Prix Formule 1 van Frankrijk 1982
De Grand Prix Formule 1 van Frankrijk 1982 werd gehouden op 25 juli op het Circuit Paul Ricard. Het was de elfde race van het seizoen.

## Uitslag
| Positie | Nummer | Rijder             | Team          | Ronden | Tijd/Opgave         | Startplaats | Punten |
| ------- | ------ | ------------------ | ------------- | ------ | ------------------- | ----------- | ------ |
| 1       | 16     | René Arnoux        | Renault       | 54     | 1:33:33.217         | 1           | 9      |
| 2       | 15     | Alain Prost        | Renault       | 54     | + 17.308            | 2           | 6      |
| 3       | 28     | Didier Pironi      | Ferrari       | 54     | + 42.128            | 3           | 4      |
| 4       | 27     | Patrick Tambay     | Ferrari       | 54     | + 1:16.241          | 5           | 3      |
| 5       | 6      | Keke Rosberg       | Williams-Ford | 54     | + 1:30.994          | 10          | 2      |
| 6       | 3      | Michele Alboreto   | Tyrrell-Ford  | 54     | + 1:32.339          | 15          | 1      |
| 7       | 5      | Derek Daly         | Williams-Ford | 53     | + 1 Ronde           | 11          |        |
| 8       | 8      | Niki Lauda         | McLaren-Ford  | 53     | + 1 Ronde           | 9           |        |
| 9       | 23     | Bruno Giacomelli   | Alfa Romeo    | 53     | + 1 Ronde           | 8           |        |
| 10      | 4      | Brian Henton       | Tyrrell-Ford  | 53     | + 1 Ronde           | 23          |        |
| 11      | 9      | Manfred Winkelhock | ATS-Ford      | 52     | + 2 Rondes          | 18          |        |
| 12      | 12     | Geoff Lees         | Lotus-Ford    | 52     | + 2 Rondes          | 24          |        |
| 13      | 29     | Marc Surer         | Arrows-Ford   | 52     | + 2 Rondes          | 20          |        |
| 14      | 26     | Jacques Laffite    | Ligier-Matra  | 51     | + 3 Rondes          | 16          |        |
| 15      | 35     | Derek Warwick      | Toleman-Hart  | 50     | + 4 Rondes          | 14          |        |
| 16      | 25     | Eddie Cheever      | Ligier-Matra  | 49     | + 5 Rondes          | 19          |        |
| NF      | 22     | Andrea de Cesaris  | Alfa Romeo    | 25     | Spin                | 7           |        |
| NF      | 1      | Nelson Piquet      | Brabham-BMW   | 23     | Motor               | 6           |        |
| NF      | 11     | Elio de Angelis    | Lotus-Ford    | 17     | Benzinesysteem      | 13          |        |
| NF      | 7      | John Watson        | McLaren-Ford  | 13     | Elektrisch probleem | 12          |        |
| NF      | 17     | Jochen Mass        | March-Ford    | 10     | Spin                | 26          |        |
| NF      | 30     | Mauro Baldi        | Arrows-Ford   | 10     | Botsing             | 25          |        |
| NF      | 2      | Riccardo Patrese   | Brabham-BMW   | 8      | Motor               | 4           |        |
| NF      | 10     | Eliseo Salazar     | ATS-Ford      | 2      | Spin                | 22          |        |
| NF      | 31     | Jean-Pierre Jarier | Osella-Ford   | 0      | Aandrijving         | 17          |        |
| NF      | 36     | Teo Fabi           | Toleman-Hart  | 0      | Elektrisch probleem | 21          |        |
| NQ      | 33     | Jan Lammers        | Theodore-Ford |        |                     |             |        |
| NQ      | 14     | Roberto Guerrero   | Ensign-Ford   |        |                     |             |        |
| NQ      | 18     | Raul Boesel        | March-Ford    |        |                     |             |        |

## Statistieken
| Pole-position | René Arnoux      | Renault     | 1:34.406 |
| Snelste ronde | Riccardo Patrese | Brabham-BMW | 1:40.075 |

## Noot
- Dit was de vijfentwintigste Grand Prix-winst voor een Franse coureur.

1906 · 1907 · 1908 · 1912 · 1913 · 1914 · 1921 · 1922 · 1923 · 1924 · 1925 · 1926 · 1927 · 1928 · 1929 · 1930 · 1931 · 1932 · 1933 · 1934 · 1935 · 1936 · 1937 · 1938 · 1939 · 1947 · 1948 · 1949 · 1950 · 1951 · 1952 · 1953 · 1954 · 1956 · 1957 · 1958 · 1959 · 1960 · 1961 · 1962 · 1963 · 1964 · 1965 · 1966 · 1967 · 1968 · 1969 · 1970 · 1971 · 1972 · 1973 · 1974 · 1975 · 1976 · 1977 · 1978 · 1979 · 1980 · 1981 · 1982 · 1983 · 1984 · 1985 · 1986 · 1987 · 1988 · 1989 · 1990 · 1991 · 1992 · 1993 · 1994 · 1995 · 1996 · 1997 · 1998 · 1999 · 2000 · 2001 · 2002 · 2003 · 2004 · 2005 · 2006 · 2007 · 2008 · 2018 · 2019 · 2021 · 2022